# 罗德里格人民组织
罗德里格人民组织（法語：Organisation du Peuple Rodriguais，缩写为OPR）是毛里求斯罗德里格岛的一个左翼政党。该党成立于1976年，创始人是塞尔日·克莱尔。该党主张罗德里格岛自治。